# Rozetta-köd
A Rozetta-köd (más néven Caldwell 49) egy diffúz köd a Monoceros (Egyszarvú) csillagképben.

## Felfedezése
A ködöt Lewis A. Swift fedezte fel 1871-ben.

## Tudományos adatok
A Rozetta-köd egy emissziós, fénykibocsátó köd. A leglátványosabb mélyégobjektumok közé tartozik, mivel az objektum fényt bocsát ki magából.
A ködöt alkotó gázokat fiatal csillagaik ibolyántúli fénye gerjeszti, a gerjesztési energia pedig látható fény formájában sugárzódik ki. Ahol a gázhoz por keveredik, ott sötétebb területek jönnek létre, mivel a por elnyeli a fény egy részét. A ködről készült HST palettás színezésű felvételeken általában a vörös a kénatomok, zöld a hidrogénatomok, a kék pedig az oxigénatomok jelenlétére utal.

## Megfigyelési lehetőség
Kisebb kézi távcsövekkel is megfigyelhető tiszta éjszakákon fényszennyezéstől mentes területeken. Nagyobb felbontásra alkalmas távcsövekkel finom szálas szerkezete is felismerhető.

## Képek

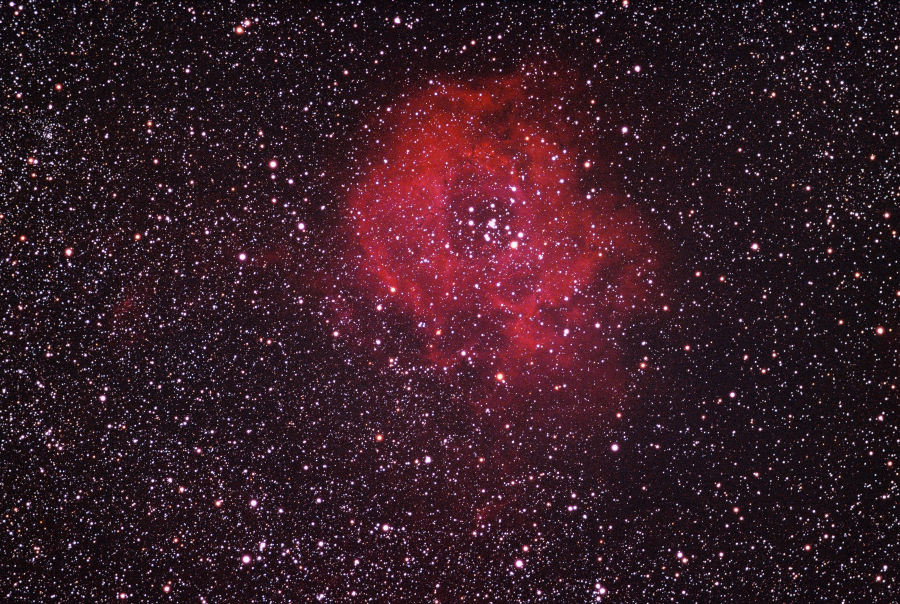
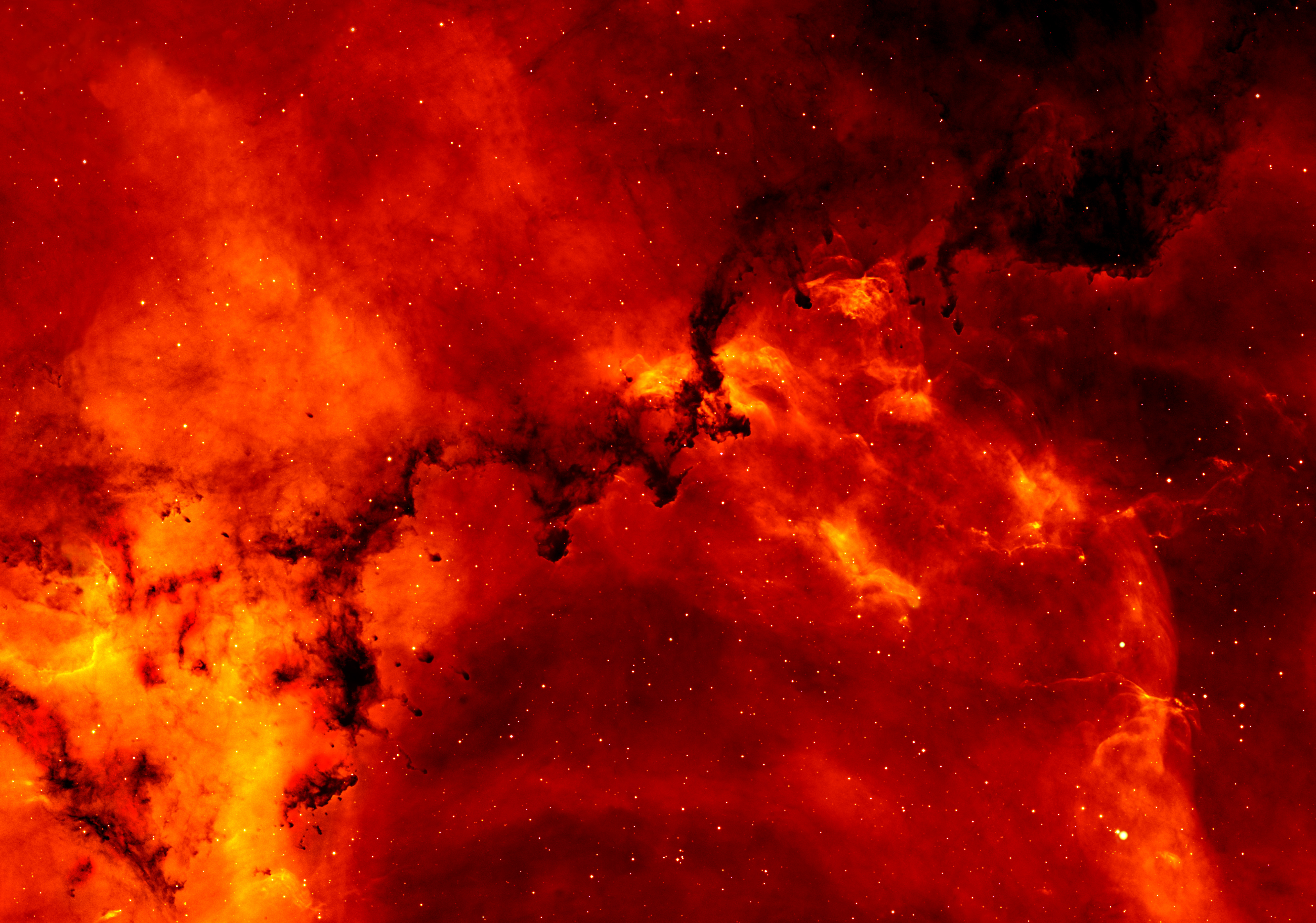
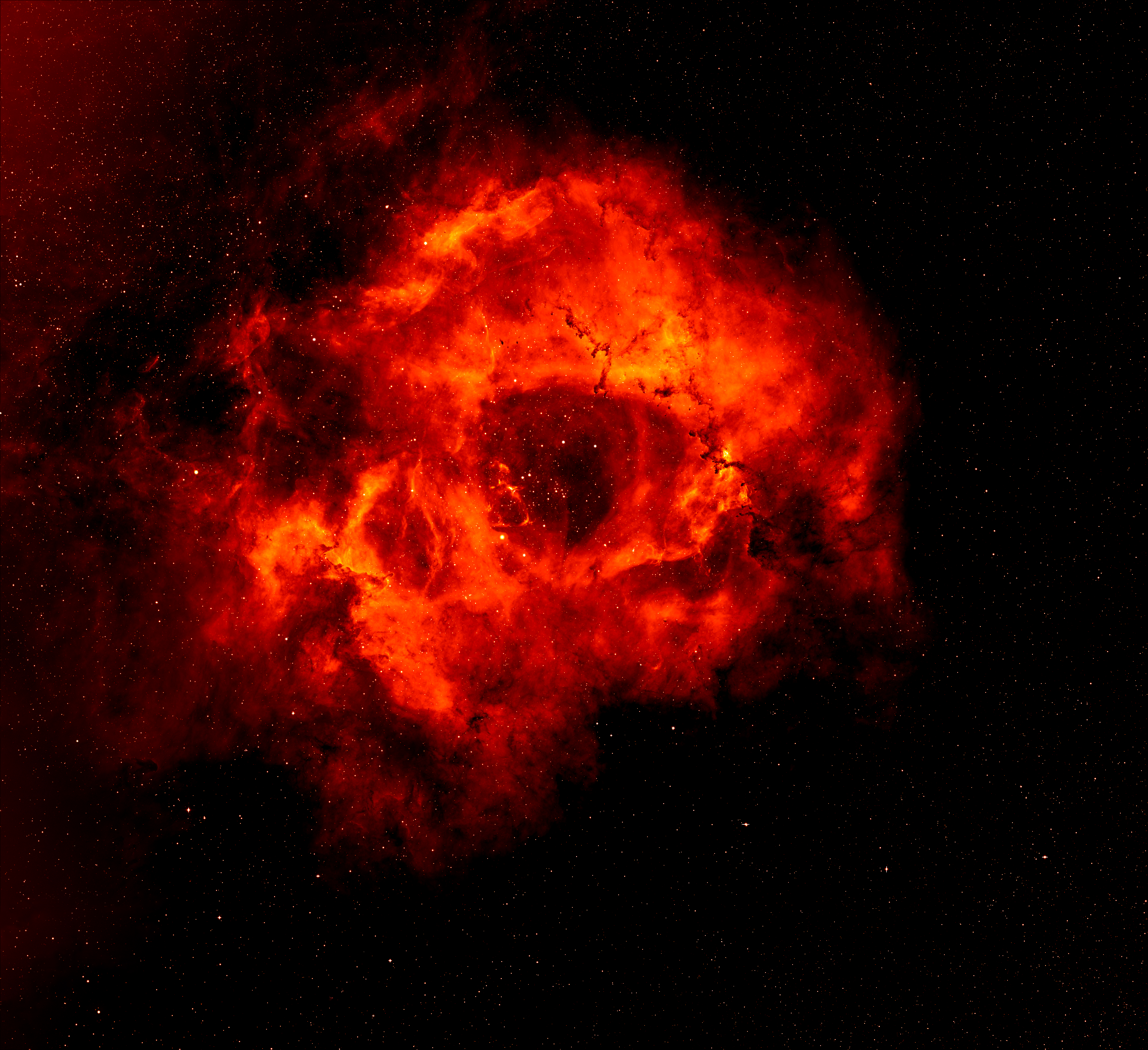
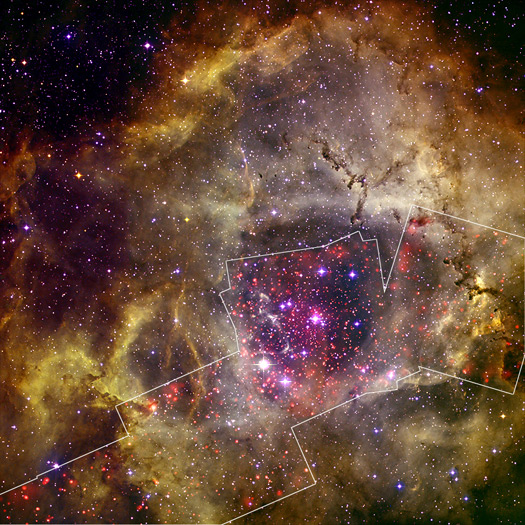
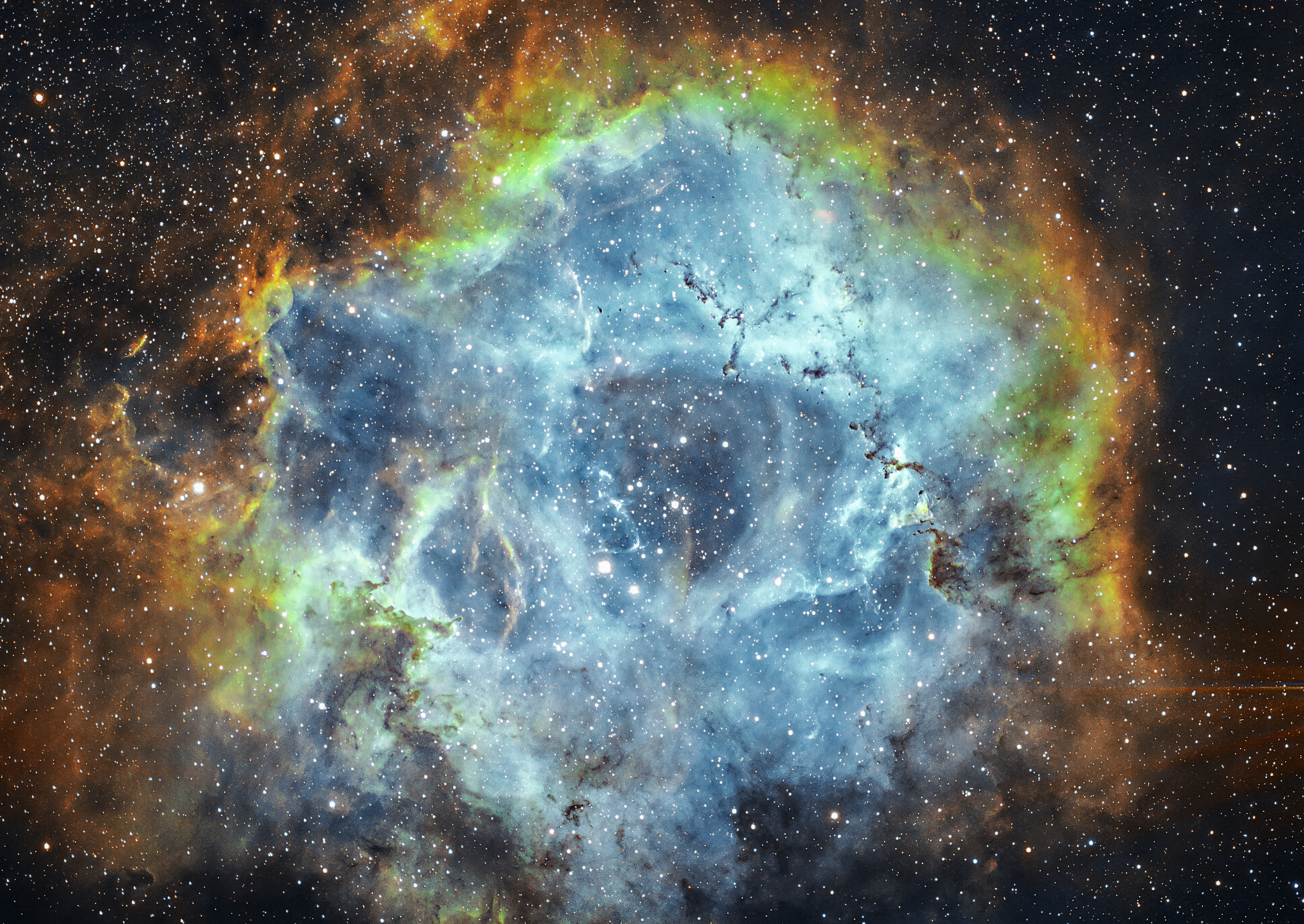